# دالتون بريتشارد
دالتون بريتشارد (بالإنجليزية: Dalton Pritchard)‏ هو مهندس أمريكي، ولد في 1 سبتمبر 1921، وتوفي في 18 أبريل 2010.